# تيرامين (أذر شهر)
تيرامين هي قرية في مقاطعة أذر شهر، إيران. عدد سكان هذه القرية هو 2 في سنة 2006.